# Gérard Séty
Gérard Séty, född Gérard André Alfred Plouviez 13 december 1922 i Paris, död 1 februari 1998 i Maisons-Laffitte, Île-de-France, var en fransk skådespelare.

## Roller i urval
- 1953 – Möte med kärleken
- 1954 – Rött och svart
- 1957 – Maigret gillrar en fälla
- 1957 – Spionerna
- 1966 – Kriget är slut
- 1978 – L'Argent des autres
- 1991 – Van Gogh
- 1993 – Visitörerna